# Христиане апостола Фомы
Христиа́не апо́стола Фомы́ (известны также как насрани) — этнорелигиозная группа в Керале (Индия), считающая себя потомками первых индийских христиан, обращённых апостолом Фомой, а также его спутников-евреев. По представлениям ряда современных историков, скорее всего, общину основал не апостол Фома, а Фома Канский в IV веке.
Предполагают, что термин «насрани» происходит от ивритского «ноцри́м» («которые из Назарета», по родному городу Иисуса Христа), которое применяли как название христиан на Ближнем Востоке. Они следуют уникальной еврейско-сирийской христианской традиции, включающей некоторые элементы как иудаизма, так и индуизма.
В настоящее время Христиане апостола Фомы представлены несколькими современными христианскими общинами Индии, из которых наиболее известны:
- Сиро-малабарская католическая церковь — одна из восточнокатолических церквей (восточно-сирийского обряда)
- Халдейская сирийская церковь (восточно-сирийского обряда, ветвь Ассирийской церкви востока)
- Индийская православная церковь (Маланкарская православная церковь, западно-сирийского обряда)
- Яковитская сирийская христианская церковь (западно-сирийского обряда)
- Сиро-маланкарская католическая церковь — одна из восточнокатолических церквей (западно-сирийского обряда)
- Церковь Мар Фомы, реформирована на основе западно-сирийского обряда, в унии с Англиканской церковью

Общая численность составляет более 9,5 миллионов человек. Большинство христиан апостола Фомы говорят на языке малаялам.